# Sportcsarnok állomás
A Sportcsarnok állomás a szöuli metró 2-es és 9-es vonalának állomása, mely Szongpha-ku (Songpa-gu) kerületben található.

## Viszonylatok
| 2-es vonal                                               | 2-es vonal    | 2-es vonal                                                            |
| -------------------------------------------------------- | ------------- | --------------------------------------------------------------------- |
| Csamsilszene (jamsilsaenae) (külső oldal) Városháza felé | fő vonal      | Szamszong (Samseong) (belső oldal) Cshungdzsongno (Chungjeongno) felé |
| 9-es vonal                                               |               |                                                                       |
| Pongunsza (Bongeunsa) Kehva (Gehwa) felé                 | személyvonat  | Szamcshon (Samcheon) Veteránkórház felé                               |
| Pongunsza (Bongeunsa) Kimpho (Gimpo) repülőtér felé      | expresszvonat | Szokcshon (Seokchon) Veteránkórház felé                               |